# Шалай, Виктор Алексеевич
Шала́й Виктор Алексеевич (род. 21 марта 1981 г., Владивосток) – директор Государственного объединённого Музея-заповедника истории Дальнего Востока имени В. К. Арсеньева, член президиума Российского комитета Международного совета музеев, общественный деятель. Член Совета при президенте России по культуре и искусству.
Член президиума Российского комитета Международного совета музеев, входит в координационный совет по культуре при губернаторе Приморского края, член Совета по стратегическому развитию Владивостока, член Комиссии по топонимике при главе Владивостока.

## Биография
Родился во Владивостоке 21 марта 1981 года. В 2003 году окончил школу № 23, а в 2007 году стал выпускником исторического факультета Дальневосточного государственного университета. В этот же период работал администратором Музейно-выставочного центра музея имени Владимира Арсеньева.
В 2005–2008 гг. являлся старшим научным сотрудником, руководителем фестиваля «Лабиринты острова Русский» на форте Поспелова Владивостокской крепости. Позже стал куратором проекта и ответственным редактором книги «Элеонора Прей. Письма из Владивостока».
Фестиваль «Лабиринты острова Русский» на форту Поспелова Владивостокской крепости стал победителем IV Грантового конкурса музейных проектов «Меняющийся музей в меняющемся мире», проводимого Благотворительным фондом Владимира Потанина.
С 2008 года назначен заместителем директора по проектной работе в музее им. Владимира Арсеньева.
В 2010 году Виктор Шалай выступил автором сборника эссе к 150-летию города Владивостока «Владивосток 1860–2010: взгляд современника»..
В 2011 назначен директором Приморского государственного объединенного музея имени Владимира Арсеньева. Опираясь на стратегию долговременного развития, внёс большой вклад в развитие музея.
Является автором и соавтором множества выставочных и экспозиционных проектов музея имени Владимира Арсеньева и других музейных площадок в России и за рубежом (Москва, Сингапур, Гонконг).
1 марта 2019 года назначен директором музея-заповедника «Владивостокская крепость». Музей стал первым на Дальнем Востоке федеральным музеем.
Занимается сохранением культурного наследия Владивостока.

Николай Цискаридзе и Виктор Шалай на заседании Совета по культуре и искусству, 2018 г.

В ноябре 2018 года Владимир Путин подписал Указ об утверждении нового состава Совета при президенте по культуре и искусству и распоряжения о составе президиума данного Совета и назначении руководителей четырёх межведомственных комиссий при Совете. В состав Совета вошёл директор Приморского государственного объединённого музея имени В. К. Арсеньева Виктор Шалай. Также в 2018-м было подписано соглашение о сотрудничестве между Государственным историко-культурным музеем-заповедником «Московский Кремль» и Приморским музеем имени В. К. Арсеньева. В Приморском музее прошла выставка «Карта России. Вехи истории» из сокровищницы Московского Кремля.
В 2019 вошёл в жюри премии «Дальний Восток» имени Владимира Арсеньева, учреждённой полномочным представителем президента России, вместе с российскими писателями Вадимом Левенталем, Ольгой Погодиной-Кузминой, Львом Данилкиным, Евгением Водолазкиным, Юрием Нечипоренко, Сергеем Шаргунов, Алексеем Варламовым, критиком Андреем Рудалевым, главой издательства «Рубеж» Александром Колесовым.
В 2020 году попал в список самых завидных женихов России по версии сентябрьского номера журнала «Татлер».

## Публикации
- 2010 г. Автор сборника эссе к 150-летию Владивостока «Владивосток 1860–2010: взгляд современника».
- 2008 г. Ответственный редактор книги «Элеонора Прей. Письма из Владивостока».

## Членство
- Международный совет музеев (ICOM) (член президиума)
- Ассоциация менеджеров культуры
- Союз музеев России
- Комиссия по топонимике при главе Владивостока
- Совет по Стратегическому развитию Владивостока
- Координационный совет по культуре при губернаторе Приморского края
- Помощник члена Общественной палаты РФ Н.Н. Грамолиной
- Общественный экспертный совет по культурной среде при губернаторе Приморского края

## Заслуги
- Медаль «За труды в культуре и искусстве» (21 мая 2025 года) — за вклад в развитие отечественной культуры и искусства, многолетнюю плодотворную деятельность[29]
- Лауреат премии Президента Российской Федерации для молодых деятелей культуры (2016 год) «За вклад в сохранение и популяризацию исторического и культурного наследия, создание современных музейных экспозиций» От 22 марта 2017 года[30]
- Медаль главы города Владивостока «За вклад в развитие города Владивостока» (2015 г.)
- Патриарший знак «700-летие Преподобного Сергия Радонежского» за труды на благо Святой Церкви (2014 г.)
- Почётная грамота Министра культуры РФ за большой вклад в развитие культуры (2010 г.)
- Почётные грамоты Управления культуры Приморского края за большой вклад в сохранение культурного и исторического наследия Приморского края (2009, 2010 гг.)
- Благодарность Губернатора Приморского края за оперативную работу и обеспечение рабочего визита делегации Правительства РФ во главе с Председателем Правительства РФ В. В. Путиным (2008 г.)
- Почётная грамота Законодательного собрания Приморского края за реализацию значимых для г. Владивостока культурных проектов, сохранение и продвижение исторического и культурного наследия Приморского края (2008 г.)
- Диплом победителя всероссийского конкурса музейных проектов «Меняющийся музей в меняющемся мире» (2004 г.)